# 로켓 랩 일렉트론
일렉트론(Electron)은 뉴질랜드의 로켓 랩사가 개발한 225 kg 인공위성을 발사하는 2단 액체연료 우주발사체이다.

## 역사

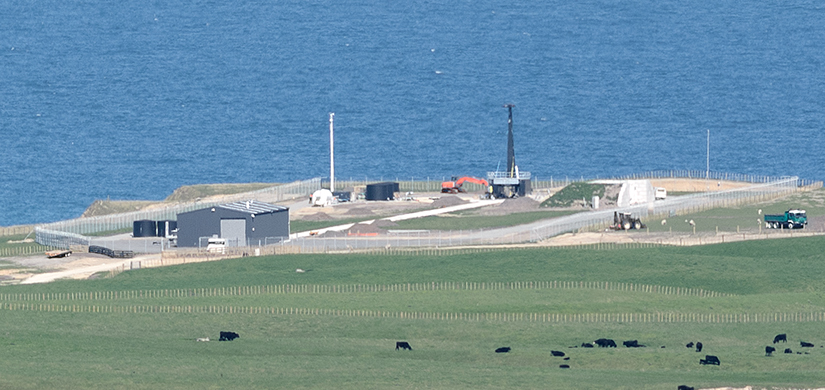
로켓 랩사의 인공위성 발사장

2017년 5월 25일 뉴질랜드의 로켓 랩 발사장에서 최초 발사했으나 실패했다. 2018년 1월 21일 2차 발사를 성공했다.
1단은 등유/액체산소를 사용하는 추력 20톤 엔진을 사용하며, 2단은 등유/액체산소를 사용하는 추력 2톤 엔진을 사용한다.
무게 10.5톤이며, 225 kg의 인공위성을 500 km 지구 저궤도에 운반할 수 있다는 의미는, 100 kt 정도의 수소폭탄을 전세계에 공격하는 ICBM으로 전용할 수 있다는 의미이다.
1회 발사비용은 600만 달러(72억원)이다.